# Otto Tischler

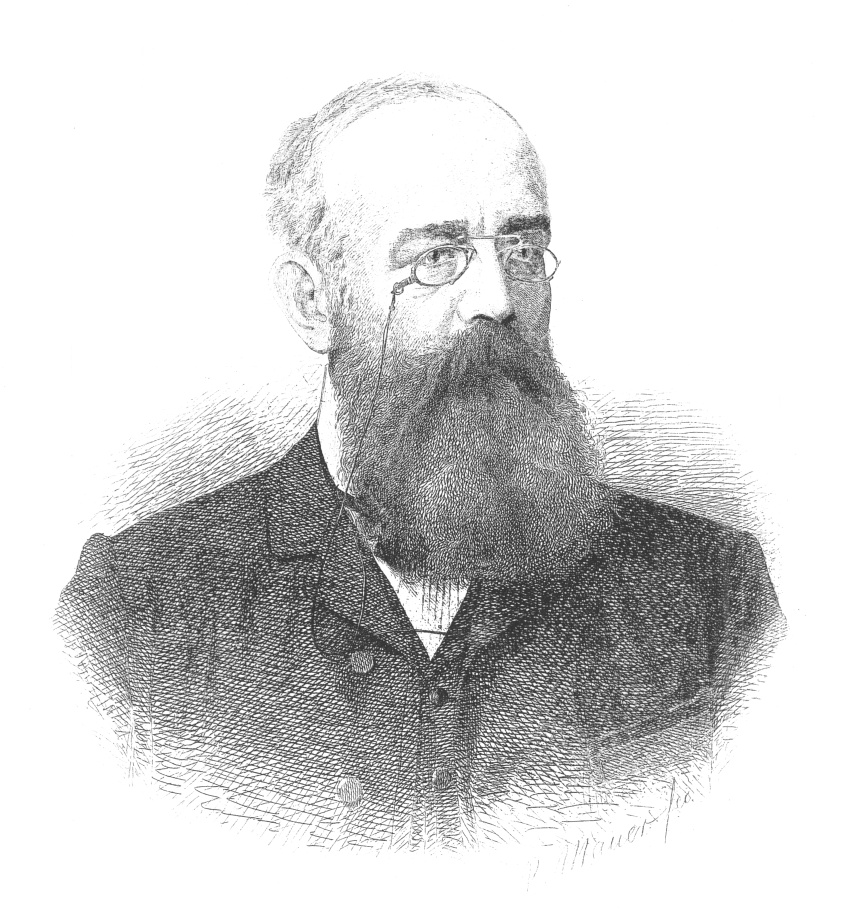
Otto Tischler.

Otto Tischler, född 24 juli 1843 i Breslau, död 18 juni 1891 i Königsberg, var en tysk arkeolog.
Tischler var sedan 1874 föreståndare för Physikalisch-ökonomische Gesellschafts arkeologiska museum i Königsberg. Han var den förste, som bringade reda i latènetidens kronologi. Han införde en tredelning av densamma, baserande sig på svärdens och fibulornas olika utvecklingsformer. Andra forskare vidareutvecklade detta system. Tischlers många uppsatser publicerades huvudsakligen i nämnda sällskaps skrifter.